# 馮元 (北宋)
冯元（975年—1037年），字道宗，先祖始平（今陕西省兴平市东南）人，北宋官员。
高祖冯禧，唐朝末年在广州为官，以术数出仕南汉。传三世至其父馮邴，宋灭南汉，入朝为保章正。冯元幼年时跟随崔颐正、孙奭学习《五经》大义，与乐安孙质、吴县陆参、谯县夏侯圭友善，群居讲学，号称四友。大中祥符元年，进士中第，授江阴县尉。
皇帝下诏流内铨选取明经之人补学官，冯元自荐通《五经》。谢泌笑他年少，怀疑他能尽通《五经》。他回答，达者一以贯之。补任国子监讲书，迁大理评事，擢升为崇文院检讨兼国子监直讲。王旦令他讲说《论语》《老子》，群子弟侍听，于是推荐他。
宋真宗试进士殿中，召冯元讲《易经》。冯元进说：“地天为《泰》者，以天地之气交也。君道至尊，臣道至卑，惟上下相与，则可以辅相天地，财成万化。”升任为太子中允、直龙图阁，诏令参预内朝。
天禧初年，多次与查道、李虚己、李行简在宣和门北阁入讲《易经》。升任为太常丞兼判礼部、吏部南曹。皇子赵受益（宋仁宗）为寿春郡王，王旦又推荐冯元应在资善堂讲经。宋真宗以冯元年少，更用崔遵度。崔遵度去世后，冯元擢升为左正言兼太子右谕德。
宋仁宗即位，升任为户部员外郎，为直学士兼侍讲。与孙奭以经术在皇帝面前讲论。历任会灵观副使、知通进银台司、判登闻检院、同判国子监。同知贡举，进龙图阁学士，预修《三朝正史》。担任翰林学士、判都省三班院、史馆修撰、判流内铨兼群牧使，四次升迁至给事中。
明道元年，当监护李宸妃葬事。宋仁宗亲政，追册生母宸妃为庄懿皇后，改葬永定陵。墓穴中有泉流出，言官以监护不力，冯元罢去翰林学士，改知河阳。王曾说冯元不应以小事弃为外官。又召为翰林侍讲学士，之人为礼部侍郎、知审官院，复判礼院、国子监。进上《金华五箴》，修《景祐广乐记》，书成，转任为户部侍郎。因足疾，请李淑、宋祁为他写墓志铭。去世时，六十三岁，赠本部尚书，谥章靖。他没有儿子，以兄子冯譓为后。